# Der vertikale Erdkilometer

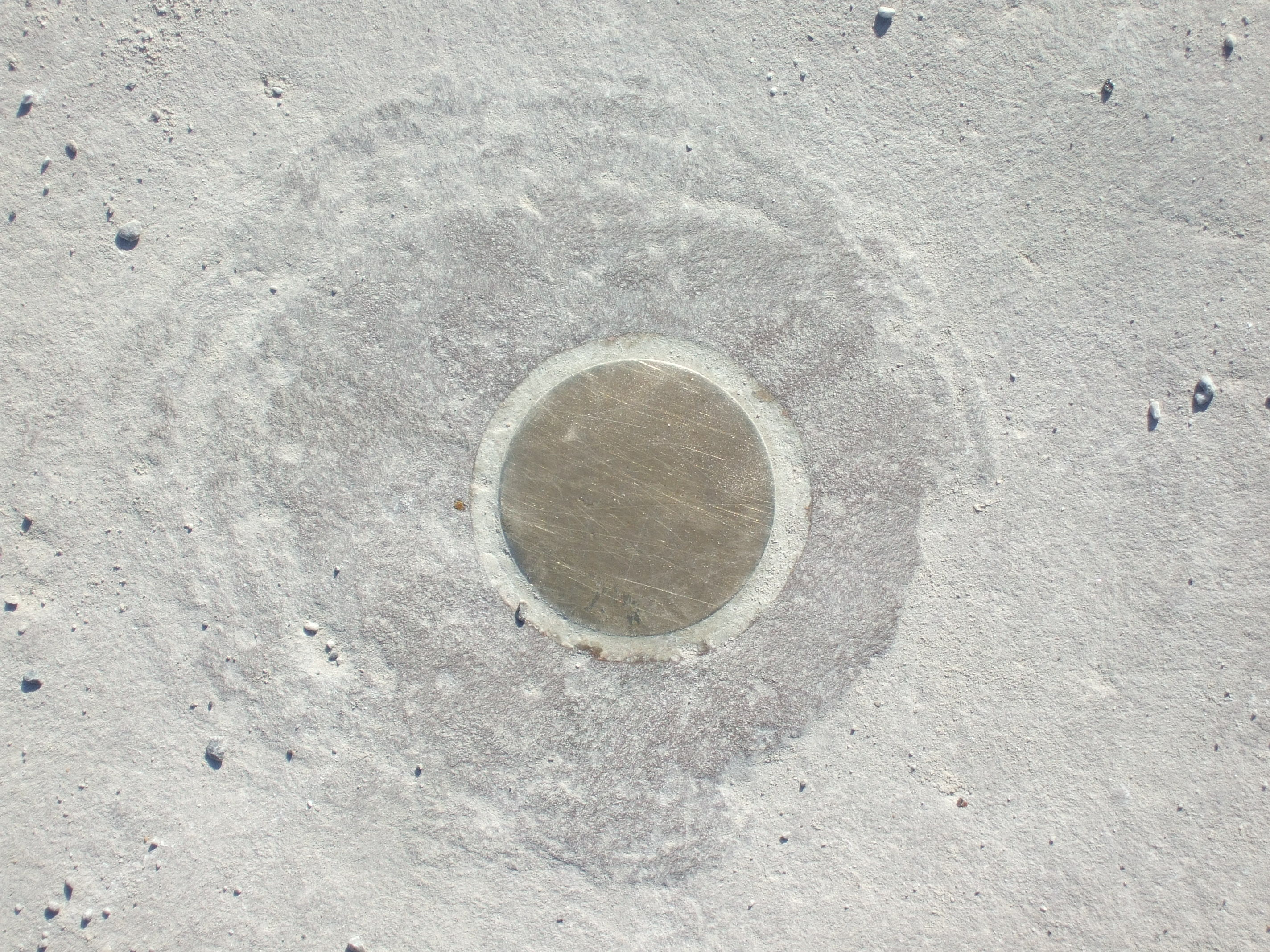
Vertikaler Erdkilometer

Der vertikale Erdkilometer oder Vertikaler Erdkilometer ist ein Kunstwerk der Land Art, das von Walter De Maria zur documenta 6 im Jahr 1977 auf dem Kasseler Friedrichsplatz geschaffen wurde.

## Vertikaler Erdkilometer
Für das Kunstwerk wurde zunächst eine ein Kilometer tiefe, lotrechte Bohrung, unter Aufsicht des Geologieprofessors Jürgen Pickel, durch die nordhessische Firma H. Anger's Söhne ausgeführt. Anschließend wurden 167 massive Messingstäbe von je sechs Metern Länge und fünf cm Durchmesser zu einer Gesamtlänge von einem Kilometer verschraubt und in das Bohrloch versenkt. Anschließend wurde das Bohrloch um den Messingstab mit Beton verfüllt. Sichtbar ist nur das obere Ende des letzten Messingstabs als runde Scheibe von 5 cm Durchmesser, die plan in der Mitte einer umgebenden Sandsteinplatte von zwei mal zwei Metern liegt. Sie befindet sich in einer Wegekreuzung mitten auf der Sichtachse vom Fridericianum zum Denkmal von Landgraf Friedrich II. Finanziert wurde das 750.000 DM teure Kunstwerk durch die von dem deutschen Kunsthändler Heiner Friedrich initiierte Dia Art Foundation.
Mit dem Material des Bohrkerns der Erdbohrung ist der Schichtenaufbau des Untergrunds unter dem Friedrichsplatz heute im Naturkundemuseum (Ottoneum) in Kassel dargestellt. Weiteres Erdmaterial aus der Bohrung wurde von Schülern der Freien Waldorfschule Kassel, abgefüllt in 2000 kleinen Glasflaschen, zum Preis von 5 DM für einen guten Zweck verkauft.
De Maria schrieb: „Der senkrechte Erdkilometer soll die Menschen dazu anregen, über die Erde und ihren Ort im Universum nachzudenken.“ Zudem wird ein Bezug dazu hergestellt, dass das 1779 eröffnete Museum Fridericianum ursprünglich die historischen Instrumente des Landgrafen zur Vermessung des Himmels und der Erde beherbergte.

## Olympische Erdskulptur
Auf Vorschlag seines Galeristen Heiner Friedrich sollte De Maria bereits 1970/1971 das Olympic Mountain Project im Rahmen des Kunstprogramms zu den Olympischen Spielen 1972 realisieren, was von der Münchener Stadtverwaltung jedoch abgelehnt wurde. Seine Olympische Erdskulptur –  Olympic earthen skulptur sollte aus einem sichtbaren und einem unsichtbaren Teil bestehen. Unter dem Olympischen Berg, der aus Trümmer- und Schuttresten des Zweiten Weltkriegs bestand, wollte er einen Schacht mit 3 m Durchmesser und 120 m Tiefe graben lassen und mit einer Bronzescheibe vom 8 m Durchmesser und 30 cm Dicke abdecken, auf der man stehen und gehen konnte.

## Rezeption
Das Kunstwerk Vertikaler Erdkilometer war eines der umstrittensten der documenta 6 und es gab sowohl regional als auch überregional Proteste dagegen. Ziel des Angriffs war zunächst die wochenlange „Verschandelung“ des Friedrichsplatzes durch einen großen Bauzaun und den hoch aufragenden Bohrturm sowie die anschließende massive Lärmbelästigung durch die Bohrarbeiten. 1977 führte das Wickert Institut eine Umfrage durch, nach der 20 % der Bundesbürger bereits vom Erdkilometer gehört hatten. 77 % derer sprachen sich gegen das Kunstwerk und nur 3 % dafür aus. Es gab jedoch – neben der großen Anzahl negativer Leserbriefe in der Presse – eine merkliche Anzahl, die sich für mehr Toleranz aussprach.